# Alajuelense Reservas
Las Reservas de Alajuelense corresponde a la división de fuerzas básicas de fútbol masculino de Liga Deportiva Alajuelense, esta sección deportivas está compuesta desde un equipo en Segunda División, Alto Rendimiento Juvenil U-20, Alto Rendimiento Infantil U-17, U-15, Prospectos que van en categorías U-10, U-11, U-12, U-13.
La cantera de fútbol de Alajuelense es la más ganadora de Costa Rica, obteniendo grandes reconocimiento a nivel nacional como internacional y siendo semillero de grandes jugadores como Alejandro Morera, Carlos Alvarado, Alejandro González, Juan Ulloa, Salvador Soto, Javier Jiménez, Errol Daniels, Óscar Ramírez, Javier Delgado, Carlos Castro, Carlos Hernández, Bryan Ruiz, Froylán Ledezma, Erick Scott, Giancarlo González, Patrick Pemberton, Marco Ureña entre otros. Recientemente han salido jugadores formados del club Ronald Matarrita, Francisco Rodríguez, Guillermo Ortiz, Juan Pablo Vargas, Brandon Aguilera, Josimar Alcócer, Carlos Mora, Alonso Martínez.
Cuenta con un programa de educación en convenio con el Ministerio de Educación, residencia e instalaciones en el centro de alto rendimiento. La institución cuenta con cuatro escuelas de futbol en San José, Alajuela, Cartago y veinte franquicias deportivas y de bien social alrededor del país.
Ha sido el primer equipo de Costa Rica en disputar una final de CONCACAF en divisiones menores, en 2017, primero en ganar un torneo organizado por la confederación en 2019 y el primer equipo centroamericano campeón de un torneo de UNCAF en 2018.

## Convenios
A lo largo de la historia Alajuelense ha tenido convenios con otros clubes, especialmente en la división de ascenso, an los primeros años utilizaba sus divisiones menores para competir en Campeonatos de Segunda División y Tercera División, logrando alcanzar el campeonato en esas categorías a nivel nacional.

### Filial
- Juventud Escazuceña: (2020-2021) Club perteneciente a la Segunda División de Costa Rica.[26]

- C.S. Once de Abril (2018-2019) Fue un club perteneciente a la Segunda División de Costa Rica, equipo oficial de L. D. Alajuelense en la división de ascenso.[27][28][29][30]1617
- Alajuela Junior: (2012-2015) Fue un club perteneciente a la Segunda División de Costa Rica.[31][32]

 Campeón de Tercera División de Costa Rica (1): 1931
 Campeón de Segunda División de Costa Rica (1): 1932
- Universidad de Costa Rica: (1966-2007) Club perteneciente a la Segunda División de Costa Rica.[33][34][35]

 Campeón de Segunda División de Costa Rica (2): 1973. 2007
Subcampeón  (2): 1966, 2003
1. El campeonato de 1931 de Alajuela Junior corresponde al tercer equipo de Alajuelense, de igual manera el segundo equipo en la Liga de Ascenso, posterior a 1932 pasa a llamarse Alajuela Junior.
2. Entre 2012-15 Alajuelense revive el Alajuela Junior, lo utiliza como filial para dar rodaje a jugadores de la cantera en Segunda División.

### Convenios
- A. D. Rosario: (2020) Club perteneciente a la Segunda División de Costa Rica.[36][37]
- Municipal Santa Ana: (2017-2019) Club perteneciente a la Segunda División de Costa Rica.[38]
- A. D. Palmares: (2017-2019) Club perteneciente a la Segunda División de Costa Rica.[39]

### Temporadas
Rendimiento del proyecto en la Segunda División en torneos recientes.
| Filiales de Alajuelense (2012-2021) | Filiales de Alajuelense (2012-2021) | Filiales de Alajuelense (2012-2021) | Filiales de Alajuelense (2012-2021) | Filiales de Alajuelense (2012-2021) | Filiales de Alajuelense (2012-2021) | Filiales de Alajuelense (2012-2021) |
| Edición                             | Pos.                                | Apertura                            | Clausura                            | Goleador                            | Goles                               | Entrenador                          |
| ----------------------------------- | ----------------------------------- | ----------------------------------- | ----------------------------------- | ----------------------------------- | ----------------------------------- | ----------------------------------- |
| Alajuela Junior                     |                                     |                                     |                                     |                                     |                                     |                                     |
| 2012-13                             | 6º                                  | SF                                  | SF                                  | N/A                                 | -                                   | Wilmer López                        |
| 2013-14                             | 3º                                  | 1/4 Final                           | 5º                                  | N/A                                 | -                                   | Wilmer López                        |
| 2014-15                             | 12º                                 | 6º                                  | 8º                                  | N/A                                 | -                                   | Wilmer López                        |
| Once de Abril                       |                                     |                                     |                                     |                                     |                                     |                                     |
| 2018-19                             | 7º                                  | 7º                                  | 1/4 Final                           | Erick Barahona                      | 8                                   | Cristian Oviedo / Mauricio Montero  |
| Juventud Escazuceña                 |                                     |                                     |                                     |                                     |                                     |                                     |
| 2020-21                             | 8º                                  | SF                                  | 11º                                 | Josimar Alcoser                     | 6                                   | Mauricio Montero                    |

## Seleccionados Nacionales
Lista de jugadores del club recientemente convocados por sus respectivas selecciones nacionales de fútbol.
Última convocatoria en negrita.
| Seleccionados | Seleccionados | Seleccionados | Seleccionados                                                                        |
| Selección     | Cat.          | #             | Jugador(es)                                                                          |
| ------------- | ------------- | ------------- | ------------------------------------------------------------------------------------ |
| Costa Rica    | U-23          | -             |                                                                                      |
| Costa Rica    | U-20          | 4             | Sebastián Hernandez, Walter Ramírez, Emanuel Salazar, Claudio Montero                |
| Costa Rica    | U-17          | 6             | Victor Maroto, Bryan Morales, Walter Ramírez, Juan Alfaro, Deylan Aguilar,Roy Bustos |
| Costa Rica    | U-15          | 4             | Rodrigo Vega, Josimar Alcocer, Sebastían Rodríguez, Juan Pablo Ledezma               |
|               |               | -             |                                                                                      |

- U-23, U-20, U-17 corresponde a las principales categorías menores.[40]

## Palmarés
Reconocimientos obtenidos por Alajuelense.
| Competición Nacional                 | Títulos                                | Subcampeonatos   |
| ------------------------------------ | -------------------------------------- | ---------------- |
| Segunda División de Costa Rica (1/3) | 1940.                                  | 1926, 1930, 1934 |
| Tercera División de Costa Rica (5)   | 1931, 1939, 1949, 1952, 1955. (Récord) |                  |

| Campeonatos de Fuerzas Básicas                                                      | Títulos | Subcampeonatos |
| ----------------------------------------------------------------------------------- | --- | --- |
| Alto Rendimiento, U-21 (1/1)                                                        | Clausura 2025.(Récord) | Apertura 2024 |
| Alto Rendimiento, U-20 (10/1)                                                       | 1999-2000, 2000-2001, 2001-2002, 2007-2008, 2010-2011, 2015, 2018, Clausura 2019, Clausura 2021, Apertura 2023.(Récord) | Clausura 2022 |
| Alto Rendimiento, U-19 (2)                                                          | Clausura 2024, Apertura 2024.(Récord) | |
| Alto Rendimiento, U-17 (13/9)                                                       | 2002-2003, 2009-2010, 2010-2011, Invierno 2011, 2017, Clausura 2019, Clausura 2021, Apertura 2022, Clausura 2022, Apertura 2023, Clausura 2024, Apertura 2024, Clausura 2025.(Récord) | 2003-2004, 2004-2005, 2005-2006, 2007-2008, 2008-2009, Invierno 2012, 2014, 2015, Apertura 2019. |
| Campeonato U-15 (14/6)                                                              | 2003-2004, 2004-2005, 2005-2006, 2008-2009, 2009-2010, 2014, 2015, 2016, Clausura 2019, Clausura 2021, Apertura 2022, Clausura 2022, Apertura 2023, Clausura 2025.(Récord) | 2006-2007, 2007-2008, Verano 2012, Apertura 2019, Clausura 2023, Clausura 2024. |
| Super Copa U-20/21 (2)                                                              | 2023, 2025 | |
| Super Copa U-19 (1/1)                                                               | 2024 | 2025 |
| Super Copa U-17 (2/1)                                                               | 2024, 2025 | 2023 |
| Super Copa U-15 (2/1)                                                               | 2023, 2024 | 2025 |
| Copa Prospectos (57/28) U-14 (4), U-13 (17/6), U-12 (15/8), U-11 (11/6), U-10 (9/8) | Verano 2008 (C. 95, C. 96), Invierno 2008 (C. 95, C. 96), Verano 2009 (C. 95, C. 97), Invierno 2009 (C. 99), Verano 2010 (C. 98), Invierno 2010 (C. 98), Verano 2011 (C. 97, C. 98, C. 99, C. 00), Invierno 2011 (C. 01), Verano 2012 (C. 01), Invierno 2012 (C. 02), Verano 2013 (C. 01, C. 03), Invierno 2013 (C. 01, C. 02), Verano 2014 (C. 01, C. 03, C. 04), Invierno 2014 (C. 01, C. 04), Verano 2015 (C. 04, C. 05), Invierno 2015 (C. 02, C. 05), Verano 2016 (C. 04, C. 06), Invierno 2016 (C. 03, C. 04, C. 06), Apertura 2017 (C. 05), Clausura 2017 (C. 04, C.05, C. 06), Apertura 2018 (C. 06, 08), Clausura 2018 (C. 05, 07), Apertura 2019 (C. 07, C. 06), Clausura 2019 (C. 07, C. 09), Clausura 2022 (C. 08, C. 09, C. 11), Apertura 2023 (U-12, U-14), Clausura 2023 (U-14, U-12, U-13), Clausura 2024 (U-12), Apertura 2024 (U-13, U-12, U-14), Clausura 2025 (U-14, U-13)..(Récord) | Verano 2008 (C. 94, C. 97), Invierno 2008 (C. 98), Verano 2009 (C. 96), Invierno 2009 (C. 97, C. 98), Verano 2010 (C. 96), Invierno 2010 (C. 00), Invierno 2011 (C. 98, C. 99, C. 00), , Verano 2012 (C. 00), Invierno 2012 (C. 00), Verano 2013 (C. 00, C. 02), Invierno 2013 (C. 00, C. 03), Verano 2014 (C. 02), Verano 2015 (C. 02), Verano 2016 (C. 05), Apertura 2017 (C. 07), Apertura 2018 (C. 05, C. 07), Clausura 2018 (C. 06, C. 08), Apertura 2019 (C. 08), Clausura 2019 (C. 06), Clausura 2025 (U-12). |
| Super Copa U-14 (1/2)                                                               | 2023 | 2024, 2025 |
| Super Copa U-13 (1/2)                                                               | 2024 | 2023, 2025 |
| Super Copa U-12 (3)                                                                 | 2023, 2024, 2025 | |
| Super Copa U-11 (0/1)                                                               | | 2023 |
| Juvenil Especial (1/1)                                                              | 2002-2003. | 2001-2002. |
|                                                                                     | | |

| Competición Internacional                        | Títulos           | Subcampeonatos |
| ------------------------------------------------ | ----------------- | -------------- |
| Copa Dallas U-12 (1)                             | 2003.             |                |
| Copa Rayados (1)                                 | 2023 (U-13, U-14) |                |
| Copa MIC (0/1)                                   |                   | 2025 (U-13)    |
| Torneo Internacional U-17 (2/1)1                 | 2010, 2011.       | 2016.          |
| Liga de Campeones de la CONCACAF U-13 (0/1)      |                   | 2017.          |
| Liga de Campeones de la CONCACAF Escudo U-13 (1) | 2019.             |                |
| Copa Interclubes de la UNCAF U-17 (2)            | 2018, 2023.       |                |

C. = Categoría Prospectos
No disponibles campeonatos anteriores a 1999. Para las categorías de alto rendimiento (U-15, U-,17, U-20) no se incluyen títulos de torneos parciales (Apertura/Clausura), solo el título de campeonato nacional que es anual, excepto para 2011-12 y 2019. A partir de 2022 se elimina la categoría U-10 y se agrega la U-14. A partir del Clausura 2023 se hizo una reestructuracion, quedando las division U-21, U-19, U-17, U-15, U-14.
No se disputó el torneo de Fuerzas Básicas en el 2020-21 debido a la pandemia.
1Torneo Internacional ante equipos regionales para selección nacional de Estados Unidos.

## Selección nacional

### Participación en Copas del mundo y juegos olímpicos
| U-17 - Roger León (1985) - Mackenzie González (1995) - Alejandro González (1995) - José Zúñiga (1995) - Yosen Sojo (1995) - Carlos Castro (1995) - Wilson Perez (1997) - Carlos Johnson (2001) - Pablo Quesada (2001) - Armando Alonso (2001) - Gilberto Salas (2001) - Saúl Phillips (2001) - Roger Estrada (2001) - Ariel Rodríguez (2003) - Óscar Madriz (2003) - Yosimar Arias (2003) - Guillermo Guardia (2005) - Leslie Ramos (2005) - Alonso Vargas (2005) - Jean Carlos Solórzano (2005) - David Calvo (2005) - Rudy Dawson (2005) - Alfonso Quesada (2005) - Stanley Jiménez (2007) - Seemore Johnson (2007) - Diego Brenes (2007) - Marco Ureña (2007) - Erick Rojas (2007) - Julio Ibarra (2007) - Miguel Brenes (2007) - Adrián Mora (2009) - Mauricio Vargas (2009) - Joseph Mora (2009) - Danny Blanco (2009) - Pablo Martínez (2009) - Ricardo Rojas (2009) - Eduardo Juárez (2015) - Daniel Villegas (2015) - Miguel Aju (2015) - Barlon Sequeira (2015) - Aaron Murillo (2015) - Diego Mesén (2015) - Sergio Ramírez (2015) - Felipe Flores (2017) - Amferny Arias (2017) - Karin Arce (2017) - Brandon Calvo (2017) - Alexander Román (2017) | U-20 - Juan Carlos Arguedas (1989) - Harold López (1989) - Alexander Viquez (1989) - Óscar Valverde (1989) - Maximilian Peynado (1989) - Paul Mayorga (1989) - Froylán Ledezma (1997) - Carlos Castro (1997) - Pablo Chinchilla (1997) - Alexander Castro (1999) - Mario Víquez (1999) - Cristian Montero (2001) - Pablo Salazar (2001) - Michael Rodríguez (2001) - Roy Myrie (2001) - Carlos Hernández (2001) - Erick Scott (2001) - Michael Robinson (2001) - Neighel Drummond (2001) - Alejandro Gómez (2007) - Leslie Ramos (2007) - Jean Carlos Solórzano (2007) - Pablo Herrera (2007) - Esteban Rodríguez (2007) - Giancarlo González (2007) - Rudy Dawson (2007) - Kenner Gutiérrez (2009) - Marco Ureña (2009) - Diego Estrada (2009) - Diego Calvo (2011) - Vianney Blanco (2011) - Joseph Mora (2011) - Pablo Martínez (2011) - Diego Mesén (2007) - Barlon Sequeira (2007) - Erick Pineda (2007) - Eduardo Juárez (2007) | Olímpicos - Omar Arroyo (1980) - Jorge White (1980) - Alejandro González (1984) - Álvaro Solano (1984) - Juan Cayasso (1984) - Warren Granados (2004) - Roy Myrie (2004) - Carlos Hernández (2004) - Neighel Drummond (2004) - Pablo Salazar (2004) - Michael Rodríguez (2004) |

## Distinciones individuales
Jugadores U-21 que consiguieron alguna distinción mientras eran jugadores de Alajuelense.

#### Segunda División
- Equipo Ideal: Aarón Suárez, Nendalí Mendoza (Apertura 2020).[64]
- Mejor Novato: Josimar Alcócer (Apertura 2020).[65]

#### Primera División
- Mejor U-21

Jurguens Montenegro (Clausura 2020),  Aarón Suárez (Apertura 2021), Brandon Aguilera (Clausura 2022).
- Norma U-21: Clausura 2021, Apertura 2021.[67]

#### Liga Menor
- Mejor portero: Fabián Núñez (U-15).[68][69]
- Mejor jugador: Mathias Mora (U-17).[70]

#### CONCACAF

##### Liga CONCACAF
- Mejor novato: Fernán Faerron (2020).[71]
- Mejor XI: Fernán Faerron, Alonso Martínez, Yurguín Román (2020).[72]

#### UNCAF

##### Copa Interclubes de la UNCAF U-17
- Goleador: Paulo Rodríguez (2018).

## Reconocimientos

#### Primera División
| Mejor arquero - Ricardo González (2007) - Patrick Pemberton (V. 2012, I. 2012, 2013-14, I. 2015) | Mejor jugador - Patrick Pemberton (I. 2012) - Elías Aguilar (2014-15) - Alonso Martínez (C. 2021) | Goleador - Alejandro Alpízar (V. 2008) - José Ortiz (V. 2016) - José Cordero (V. 2016) - Yendrick Ruiz (I. 2016) - Erick Scott (V. 2017, V. 2016) |

Jugadores formados y/o que pasaron por Ligas Menores de Alajuelense que consiguieron alguna distinción.

#### Internacional
| Alejandro Morera Soto - Miembro de la Galería Costarricense del Deporte (1969) - Mejor futbolista costarricense del siglo (IFFHS 1998) - Mejor jugador costarricense del siglo (IFFHS 2021) - Once ideal histórico de Costa Rica (IFFHS 2021) | Bryan Ruiz - Mejor jugador de la temporada 2007-08 (Gent 2008) - Mejor jugador de la temporada 2008-09 (Gent 2009) - Once ideal de la Eredivisie 2009-10 (Voetbal International 2010) - Mejor jugador de la Eredivisie 2009-10 (Gillette 2010) - Jugador del partido de la final de Copa Centroamericana 2014 2014) - Segundo mejor jugador de Concacaf del 2014 (2014) - Mejor gol de Concacaf del 2014 (2014) - Segundo mejor jugador de Concacaf del 2015 (2016) - Once ideal de Concacaf del 2015 (2016) - Mejor jugador de Concacaf del 2016 (2017) - Once ideal de Concacaf del 2016 (2017) - Once ideal de Concacaf del 2017 (2017) - Once ideal de la década de Concacaf (IFFHS 2021) - Once ideal de todos los tiempos de Concacaf (IFFHS 2021) - Once ideal histórico de Costa Rica (IFFHS 2021) | Luis Marín - Mejor jugador extranjero de Liga Premier de Israel (2006-07) | Giancarlo González - Once ideal histórico de Costa Rica (IFFHS 2021) |

## Personal
Equipos de trabajo de fuerzas básicas.
| - Segunda División No activo | - U-20: Bryan Ruiz | - U-17: ¿? | - U-15: Wardy Alfaro |